# 大堡梁子墓群
大堡梁子墓群位於重慶市涪陵區南沱鎮石佛村三組，文物遺址年代為漢代-六朝，2009年12月15日列為第二批重慶市文物保護單位。